# Jonathan Soriano
Jonatan Soriano Casas (Barcelona, 1985. Szeptember 24. –) spanyol korosztályos válogatott labdarúgó.

## Pályafutása
Soriano 15 évesen debütált az RCD Espanyol B csapatában. Négy évet töltött el itt, mielőtt profi szerződést írt alá, de mielőtt a felnőtt keret tagja lett volna, kölcsönbe került a Segunda Divisiónban szereplő UD Almería csapatába. Miután visszatért az Espanyol csapatához, rögtön a Polideportivo Ejido csapatába került újra kölcsönbe. A 2007/2008-as szezon első felében az Espanyol csapatába szerepelt, majd a szezon második felében kölcsönbe került az Albacete Balompié klubjához. 2009-ben végül a Barcelona B csapatához igazolt, miután feljutottak a harmadosztályból, azután gólkirályi címet szerzett Segunda Divisiónban. 32 gólt szerzett 36 bajnoki mérkőzésen. A bajnokságot a 3. helyen fejezték be ami a klub történelmében a legjobb helyezés.
2012 január 19-én aláírt 2015-ig az Osztrák Bundesligában szereplő FC Red Bull Salzburg csapatához. 2011 nyarán már a klub megpróbálta leigazolni, de az akkori menedzser, Ricardo Moniz ezt nem támogatta, mert Alan személyében már volt a klubnak egy hasonló képességű játékosa. A SC Wiener Neustadt elleni 2-1-re megnyert bajnoki mérkőzésen szerezte meg első gólját új klubjában. A szezont 11 mérkőzésen 3 góllal zárta. A bajnokságot és a kupát is megnyerték a szezonban. A következő szezonban Roger Schmidt lett a klub vezetőedzője, akinél kibontakozott Soriano és 33 bajnoki mérkőzésen 26 gólt szerzett, valamint 7 gólpasszt is kiosztott társainak. A góllövő listán Philipp Hosiner mögött második helyen végzett. 2013 nyarán a Salzburg csapatkapitánya lett. 2017. február 26-án a kínai Beijing Guoan csapatába szerződött. 2018. december 14-én szabadúszóként írt alá az Al-Hilal csapatához. 2019. augusztus 31-én egy évre aláírt a Gironához. 2021. március 7-én a Castellón labdarúgója lett, majd szeptember 24-én a születésnapján bejelentette visszavonulását.

## Sikerei, díjai

### Klub
- RCD Espanyol:
  - Spanyol kupa: 2005–06
- Red Bull Salzburg:
  - Osztrák Bundesliga: 2011–12, 2013–14, 2014–15, 2015–16
  - Osztrák kupa: 2011–12, 2013–14, 2014–15, 2015–16
- Beijing Guoan
  - Kínai kupa: 2018

### Egyéni
- Spanyol másodosztály gólkirály: 2010–11
- Osztrák bajnokság gólkirály: 2013–14, 2014–15, 2015–16
- Európa-liga gólkirály: 2013–14
- U17-es labdarúgó-Európa-bajnokság – A szezon csapatának tagja: 2013–14
- U17-es labdarúgó-Európa-bajnokság gólkirály: 2002